# Lohfert-Preis
Der Lohfert-Preis fördert wissenschaftlich evaluierte Projekte, die zur Verbesserung der Patientenorientierung und Patientensicherheit in der Gesundheitsversorgung beitragen. Der Förderpreis wird seit dem Jahr 2013 jährlich von der Christoph-Lohfert-Stiftung vergeben und ist jeweils mit 20.000 Euro dotiert.
Das Preisträgerprojekt soll im Sinne von Best-Practice eine Vorbildfunktion für ähnlich organisierte Einrichtungen oder Projekte im Gesundheitssystem darstellen. Der Lohfert-Preis ist neben dem Deutschen Preis für Patientensicherheit des Aktionsbündnisses für Patientensicherheit ein wichtiger Impulsgeber in der deutschsprachigen Versorgungslandschaft.

## Schirmherrschaft und Jury
Von 2013 bis einschließlich 2019 hatte die ehemalige Hamburger Gesundheitssenatorin Cornelia Prüfer-Storcks die Schirmherrschaft inne. Seit dem Jahr 2020 ist Regina Klakow-Franck, Fachärztin für Gynäkologie und Expertin für Qualitätssicherung in der Medizin und ehemaliges unparteiisches Mitglied im Gemeinsamen Bundesausschuss (G-BA), Schirmherrin des Lohfert-Preises.
Die Auswahl der Lohfert-Preisträger obliegt einer unabhängigen Jury, die sich aus Experten und Managern des Gesundheitswesens zusammensetzt.

## Preisträger und Themen
- 2013: Alfried Krupp Krankenhaus, Essen: Demenzmanagement „Blauer Punkt“. Universitätsspital Zürich und Stiftung Dialog Ethik Zürich: Basiswissen Ethik im Zürcher Neo-Ethikmodel l. Projektleitung: Ruth Baumann-Hölzle, Barbara Dinten-Schmid. Universitätsklinikum Schleswig-Holstein, Campus Lübeck: Diagnosespezifisches Pfadkurvensystem „KombiKurve“. Projektleitung: T. Timothy Krauss, Adrian Reinhardt, Ausschreibungsthema: Prozessorientierte Steuerung und Kommunikation in den stationären Einrichtungen der Krankenversorgung
- 2014: Universitätsklinikum Frankfurt und DRK-Blutspendedienst Baden-Württemberg-Hessen gGmbH, Frankfurt am Main: Patient Blood Management (PBM). Projektleitung: Kai Zacharowski, Patrick Meybohm, Dania Fischer. Ausschreibungsthema: Qualitätssichernde Konzepte in Krankenhäusern und Kliniken zum Fehler- und Risikomanagement aus der Sicht des Patienten[1]
- 2015: Universitätsklinikum Freiburg, Interdisziplinäres Chemotherapiemanagement zur Fehlermessung und Fehlerprävention. Monika Engelhardt. Universitätsklinikum Jena: MEDUSA – Medical EDUcation for Sepsis source control and Antibiotics. Projektleitung: Konrad Reinhart. Ausschreibungsthema: Verfahren und Konzepte zur systematischen Fehlermessung in der stationären Krankenversorgung.[2][3][4]
- 2016: Klinikum der Universität München-Großhadern – LMU Klinikum und Nationales Centrum für Tumorerkrankungen (NCT) des Universitätsklinikums Heidelberg: Therapiebegrenzung: Verbesserung der gemeinsamen Entscheidungsfindung mit onkologischen Patienten. Projektleitung: Pia Heußner, Eva Winkler. Ausschreibungsthema: Konzepte zur Entwicklung der Kommunikationskompetenz in der stationären Krankenversorgung.[5]
- 2017: OnkoZentrum Zürich und Stiftung Swiss Tumor Institute, Zürich: Effizienz von Smartphone Apps zur Erfassung von Symptomen und Therapienebenwirkungen in der Behandlung von Krebspatienten. Projektleitung: Andreas Trojan. Ausschreibungsthema: Patientenkommunikation – Systeme zur Reduzierung vermeidbarer (Fehl-)Behandlungen. Medienpreis (Sonderpreis) für Werner Bartens, Arzt und Leitender Redakteur der Süddeutschen Zeitung, München[6][7]
- 2018: Universitätsmedizin Greifswald, AHOI-Patient im Boot. Projektleitung: Nils-Olaf Hübner, Projektbeteiligte: Kathleen Dittmann. Ausschreibungsthema: Kulturwandel im Krankenhaus – Multidimensionale Konzepte zur Verbesserung der (Patienten-)Sicherheitskultur.[8]
- 2019: Allgemeines Krankenhaus der Stadt Wien – medizinischer Universitätscampus (AKH Wien): Vereinfachung und Vereinheitlichung der stationären Pflegedokumentation. Projektleitung: Sabine Wolf, Direktorin des Pflegedienstes; Projektbeteiligte: Renate Hadi, Maria Stockmayr, Eveline Beutl, Sabine Eder, für die elektronische Umsetzung David Bayer. Ausschreibungsthema: Mehr Zeit für den Patienten – digitale Konzepte zur Entlastung der Pflege.[9]
- 2020: Universitätsklinikum Halle (Saale): Pharmakotherapie-Management Halle. Projektleitung: Ursula Wolf; Projektbeteiligte: Rüdiger Neef, Thomas Steinke, Marta Banach, Henning Baust, Michael Bomplitz, Annett Seiffart. Ausschreibungsthema: Messbare Innovationen zur Verbesserung der Patientensicherheit.[10]
- 2021: Universitätsklinikum Hamburg-Eppendorf – Klinik und Poliklinik für Psychiatrie und Psychotherapie: Hamburger Modell – Projekt zur integrierten und koordinierten Versorgung von Menschen mit schweren psychotischen Erkrankungen. Projektleitung: Martin Lambert, Anne Karow, Anja Rohenkohl, Jürgen Gallinat.[11]
- 2022: „Was hab´ ich?“ gGmbH, Dresden, in Kooperation mit der Herzzentrum Dresden GmbH Universitätsklinik: Patientenbriefe nach stationären Aufenthalten. Projektleitung: Ansgar Jonietz. Medienpreis (Sonderpreis) für das NDR-Podcast-Team "Coronavirus-Update" mit Sandra Ciesek und Christian Drosten[12]
- 2023: Charité – Universitätsmedizin Berlin unter Federführung des Charité Center for Patient-Centered Outcomes Research: Charité PROM Rollout – Integration der Patient:innenperspektive in die Routineversorgung. Projektteam: Matthias Rose, Maria Margarete Karsten, Felix Fischer, Andrea Figura, Claudia Hartmann, Christoph Paul Klapproth, Alizé Rogge[13]
- 2024: Medizinische Hochschule Hannover: Sicherheit in der Kinderonkologie (SICKO) – Interprofessionelles Training & Innovationen für mehr Sicherheit von Patient:innen, Familien und Mitarbeiter:innen. Projektteam: Urs Mücke, Anna-Lena Herbach[14]

## Auswahlkriterien
Die Jury richtet sich bei der Auswahl des Preisträger-Projekts nach den in der Satzung des Lohfert-Preises festgeschriebenen Kriterien: 1) Das Konzept soll grundlegend neue Ansätze und patientenorientierte, qualitätsverbessernde Impulse beinhalten. 2) Die Maßnahmen und Instrumente sollen praxisorientiert und organisatorisch stabil sein. 3) Das Konzept muss ein in der jeweiligen Organisation »gelebtes Modell« darstellen. 4) Mit der Einführung/Umsetzung wurde mindestens zwölf Monate vor Bewerbungseingang begonnen. 5) Der Nutzen des Konzepts soll nachprüfbar, messbar und übertragbar sein und konnte für Patienten und ggf. Mitarbeitende bereits aufgezeigt werden (d. h. die Maßnahme wurde evaluiert). 6) Zu dem eingereichten Konzept muss eine Dokumentation vorgelegt werden, die eine Beurteilung der inhaltlichen und zeitlichen Entwicklung des Konzepts erlaubt.

## Öffentlichkeitsarbeit
Der Lohfert-Preis wird – mit Ausnahme der Pandemiejahre 2020 und 2021 – in einer öffentlichen Veranstaltung im Rahmen des Hamburger Gesundheitswirtschaftskongresses unter der Leitung von Heinz Lohmann verliehen. Zudem erscheint zu jedem Preisträgerprojekt ein Begleitheft (print und online), in dem das Projekt beschrieben wird und das eine Bildreportage des Medizinfotografen Bertram Solcher beinhaltet.

## Stifter des Preises
Der Lohfert-Preis wurde von Christoph Lohfert (1937–2017) ins Leben gerufen. Christoph Lohfert war seit den 1970er Jahren als medizinökonomischer Berater an Universitätskliniken im deutschsprachigen Raum engagiert. Nach dem Ausscheiden aus dem aktiven Berufsleben gründete er im Jahr 2010 die gleichnamige Stiftung.